# Deaflympics d'hiver de 1975
Les Deaflympics d'hiver de 1975, officiellement appelés les 8e Deaflympics d'hiver, ont lieu le 2 février au 8 février 1975 à Lake Placid, en États-Unis. Les Jeux rassemblent 139 athlètes de 13 pays. Ils participent dans trois sports et quatre disciplines qui regroupent un total de dix-neuf épreuves officielles, soit huit épreuves de plus qu'en 1971. Le nouveau participant est l'Australie. L'équipe de Canada a remporté le Deaflympics d'hiver de 1975. C'est la première fois que l'équipe de france a remporté des médailles de Deaflympics d'hiver depuis son arrivée en 1955.

## Sport

### Sports individuels
- Ski de fond aux Deaflympics
- Ski slalom
- Ski Descente
- Patinage de vitesse
- Ski slalom géant

### Sports en équipe
- Hockey sur glace

## Pays participants
- Allemagne de l'Ouest
- Australie
- Autriche
- Canada
- États-Unis
- Finlande
- France
- Italie
- Japon
- Norvège
- Suède
- Suisse
- Union soviétique

## Compétition

### Tableau des médailles
- Pays organisateur (États-Unis)

| Rang                 | Nation           | Or | Argent | Bronze | Total |
| -------------------- | ---------------- | -- | ------ | ------ | ----- |
| 1                    | Canada           | 7  | 2      | 3      | 12    |
| 2                    | Union soviétique | 5  | 5      | 3      | 13    |
| 3                    | Suisse           | 4  | 1      | 1      | 6     |
| 4                    | France           | 1  | 3      | 1      | 5     |
| 5                    | Finlande         | 1  | 0      | 2      | 3     |
| 6                    | Italie           | 1  | 0      | 1      | 2     |
| 7                    | États-Unis       | 0  | 6      | 2      | 8     |
| 8                    | Australie        | 0  | 1      | 1      | 2     |
| 9                    | Norvège          | 0  | 1      | 0      | 1     |
| 10                   | Suède            | 0  | 0      | 1      | 1     |
| 11                   |                  |    |        |        |       |
| Allemagne de l'Ouest | 0                | 0  | 0      | 0      |       |
| Autriche             | 0                | 0  | 0      | 0      |       |
| Japon                | 0                | 0  | 0      | 0      |       |
| Total:               | Total:           | 19 | 19     | 15     | 53    |

### La France aux Deaflympics
Il s'agit de sa 5e participation aux Deaflympics d'hiver. Avec un total de 5 athlètes français, la France parvient à se hisser à la 4e place dans le classement par nation.

#### Médaillés
Les sportifs français ont remporté une médaille d'or, trois médailles d'argent et une médaille de bronze.

- Ski slalom géant Homme: Patrick Pignard

- Ski slalom Homme: Patrick Pignard
- Ski slalom Femme: Brigitte Pelletier
- Ski slalom géant Femme: Brigitte Pelletier

- Ski slalom géant Femme: Mireille Pelletier